# كيث ريد (سياسي)
كيث ريد هو سياسي أسترالي، ولد في 2 مايو 1961. نشط حزبياً في حزب العمال الأسترالي. وقد انتخب عضو الجمعية التشريعية لأستراليا الغربية ‏.